# Germán Lauro
Germán Luján Lauro (* 2. April 1984 in Trenque Lauquen) ist ein argentinischer Leichtathlet, der im Diskuswurf sowie im Kugelstoßen an den Start geht.

## Sportliche Laufbahn
Erste internationale Erfahrungen sammelte Germán Lauro im Jahr 2000, als er bei den Jugendsüdamerikameisterschaften in Bogotá im Kugelstoßen mit der 5-kg-Kugel mit 17,77 m die Goldmedaille gewann, wie auch im Diskuswurf mit einer Weite von 53,99 m. Im Jahr darauf siegte er bei den Juniorensüdamerikameisterschaften in Santa Fe mit 51,68 m im Diskuswurf und gewann anschließend bei den Panamerikanischen Juniorenmeisterschaften ebendort mit 50,14 m die Silbermedaille. Daraufhin nahm er an den Jugendweltmeisterschaften in Debrecen teil und erreichte dort mit 51,61 m den zwölften Platz im Diskuswurf. 2002 schied er bei den Juniorenweltmeisterschaften in Kingston mit 53,69 m in der Qualifikation aus und gewann anschließend bei den Juniorensüdamerikameisterschaften, die im Zuge der Südamerikaspiele in Belém ausgetragen wurden, mit 17,56 m die Silbermedaille im Kugelstoßen sowie mit 52,44 m auch die Silbermedaille im Diskusbewerb. Bei den Juniorensüdamerikameisterschaften 2003 in Guayaquil gewann er mit 56,08 m die Bronzemedaille im Diskuswurf und belegte im Kugelstoßen mit 17,63 m den vierten Platz.
2004 gewann er bei den erstmals ausgetragenen U23-Südamerikameisterschaften in Barquisimeto mit 50,56 m die Bronzemedaille im Diskuswurf und wurde im Kugelstoßen mit 16,49 m Vierter. Im Jahr darauf nahm er erstmals an den Südamerikameisterschaften in Cali teil und belegte dort mit 17,96 m Rang vier im Kugelstoßen. Auch bei den Ibero-Amerikanischen Meisterschaften 2006 in Ponce wurde er mit 18,47 m Vierter, gewann anschließend aber bei den Südamerikameisterschaften in Tunja mit 18,97 m die Goldmedaille im Kugelstoßen und brachte mit dem Diskus keinen gültigen Versuch zustande. Anschließend siegte er bei den U23-Südamerikameisterschaften, die im Zuge der Südamerikaspiele in Buenos Aires ausgetragen wurde mit neuem Landesrekord von 19,78 m im Kugelstoßen sowie mit 57,71 m auch im Diskuswurf. 2007 verteidigte er bei den Südamerikameisterschaften in São Paulo mit 19,65 m seinen Titel im Kugelstoßen und siegte diesmal auch mit 57,12 m im Diskusbewerb. Anschließend nahm er erstmals an den Panamerikanischen Spielen in Rio de Janeiro teil und belegte dort mit 19,49 m und 56,08 m die Plätze fünf und vier. Zudem nahm er im Kugelstoßen an den Weltmeisterschaften in Osaka teil, schied dort aber mit 19,19 m in der Qualifikation aus.
2008 gewann er bei den Ibero-Amerikanischen Meisterschaften in Iquique mit 19,02 m die Bronzemedaille im Kugelstoßen hinter dem Spanier Borja Vivas und Reynaldo Proenza aus Kuba und wurde mit dem Diskus mit 56,53 m Vierter. Im Kugelstoßen qualifizierte er sich zudem erstmals für die Olympischen Spiele in Peking, bei denen er mit 19,07 m aber nicht das Finale erreichte. Im Jahr darauf siegte er bei den Südamerikameisterschaften in Lima erneut mit 19,20 m im Kugelstoßen sowie mit 60,41 m im Diskuswurf. Anschließend schied er bei den Weltmeisterschaften in Berlin mit 57,88 m im Diskuswurf in der Qualifikation aus und brachte im Kugelstoßen keinen gültigen Versuch zustande. Bei den Ibero-Amerikanischen Meisterschaften 2010 in San Fernando gewann er mit neuer Bestleistung von 20,43 m die Silbermedaille im Kugelstoßen hinter dem Portugiesen Marco Fortes und belegte im Diskuswurf mit 59,66 m Rang vier. 2011 siegte er bei den Südamerikameisterschaften in Buenos Aires mit 19,61 m ein weiteres Mal im Kugelstoßen und gewann mit dem Diskus mit einer Weite von 59,98 m die Silbermedaille hinter dem Brasilianer Ronald Julião. Anschließend schied er bei den Weltmeisterschaften in Daegu mit 19,50 m in der Qualifikation aus und gewann dann bei den Panamerikanischen Spielen in Guadalajara mit 20,41 m die Bronzemedaille hinter dem Kanadier Dylan Armstrong und Carlos Véliz aus Kuba.
2012 belegte er bei den Hallenweltmeisterschaften in Istanbul mit 20,38 m den sechsten Platz im Kugelstoßen und siegte anschließend bei den Ibero-Amerikanischen Meisterschaften in Barquisimeto mit 20,13 m im Kugelstoßen sowie mit Bestleistung von 63,55 m im Diskusbewerb. In beiden Disziplinen nahm er anschließend an den Olympischen Spielen in London teil, gelangte dort im Kugelstoßen bis in das Finale, in dem er mit neuem Landesrekord von 20,84 m den sechsten Platz belegte. Im Diskusbewerb schied er hingegen mit 57,54 m in der Qualifikation aus. Im Mai stieß er beim Diamond-League-Meeting die Kugel auf 21,26 m und stellte damit einen neuen Südamerikarekord auf. Im Jahr darauf siegte er bei den Südamerikameisterschaften in Cartagena mit neuem Meisterschaftsrekord von 20,87 m im Kugelstoßen sowie mit 60,45 m auch im Diskuswurf. Anschließend erreichte er bei den Weltmeisterschaften in Moskau mit einem Stoß auf 20,40 m den siebten Platz. 2014 stellte er in Prag mit 21,04 m einen neuen Hallen-Südamerikarekord im Kugelstoßen auf und wurde kurz darauf bei den Hallenweltmeisterschaften in Sopot mit 20,50 m Sechster. Anschließend siegte er bei den Südamerikaspielen in Santiago de Chile mit neuem Spielerekord von 20,70 m im Kugelstoßen und gewann im Diskusbewerb mit 58,36 m die Bronzemedaille hinter dem Kolumbianer Mauricio Ortega und dem Brasilianer Julião. Daraufhin siegte er bei den Ibero-Amerikanischen Meisterschaften in São Paulo mit 20,14 m im Kugelstoßen sowie mit 61,62 m auch im Diskuswurf.
2015 siegte er bei den Südamerikameisterschaften in Lima mit 20,77 m bereits zum sechsten Mal in Folge im Kugelstoßen und gewann anschließend bei den Panamerikanischen Spielen in Toronto mit 20,24 m die Bronzemedaille hinter dem Jamaikaner O’Dayne Richards und Tim Nedow aus Kanada. Daraufhin erreichte er bei den Weltmeisterschaften in Peking das Finale und erreichte dort mit 19,70 m den neunten Platz. Im Jahr darauf belegte er bei den Hallenweltmeisterschaften in Portland mit 20,24 m den sechsten Platz und wurde anschließend bei den Ibero-Amerikanischen Meisterschaften in Rio de Janeiro mit 18,95 m Vierter. Im Kugelstoßen nahm er dann zum dritten Mal an den Olympischen Spielen ebendort teil, schied dort aber mit 19,89 m in der Qualifikation aus. 2017 gewann er bei den Südamerikameisterschaften in Luque mit 61,70 m die Silbermedaille im Diskuswurf hinter dem Kolumbianer Ortega und sicherte sich im Kugelstoßen mit 19,91 m die Bronzemedaille hinter den Brasilianern Darlan Romani und Willian Dourado. Zwei Jahre später gewann er dann bei den Südamerikameisterschaften in Lima mit 18,97 m erneut die Bronzemedaille im Kugelstoßen hinter Romani und Dourado.
In den Jahren von 2005 bis 2007, von 2009 bis 2013 sowie 2016 und 2019 wurde Lauro argentinischer Meister im Kugelstoßen sowie 2007, von 2009 bis 2013 und 2019 auch im Diskuswurf.

## Persönliche Bestleistungen
- Kugelstoßen: 21,26 m, 10. Mai 2013 in Doha (argentinischer Rekord)
  - Kugelstoßen (Halle): 21,04 m, 25. Februar 2014 in Prag (argentinischer Rekord)
- Diskuswurf: 63,55 m, 8. Juni 2012 in Barquisimeto